# مجلس مراقبة الملاكمة البريطاني
مجلس مراقبة الملاكمة البريطاني (بالإنجليزية: British Boxing Board of Control)‏ هو الهيئة الإدارية للملاكمة المحترفة في المملكة المتحدة.